# Cecilia Tamayo Garza
Cecilia Tamayo Garza, o Tamayo-Garza en competiciones internacionales, (León de Los Aldama, Guanajuato; 4 de marzo de 1997) es una corredora velocista mexicana. Ha ganado múltiples títulos nacionales y es poseedora del récord nacional en los 200 metros planos.

## Biografía
Cecilia Tamayo Garza nació en León, Guanajuato, el 4 de marzo de 1997.

## Carrera
En 2021, estableció un récord nacional mexicano de 23,02 segundos en los 200 metros, realizado en Tampa, Florida.
Su entrenador es Carl Lewis en la Universidad de Houston. Estableció una nueva mejor marca personal de 22,45 segundos en los 200 metros en 2023.  Compitió en el Campeonato Mundial de Atletismo de 2023 en Budapest en los 200 metros  Se clasificó a la final de los 100 metros planos de los Juegos Panamericanos Santiago 2023. 
Fue seleccionada para los Juegos Olímpicos de 2024 en París en los 100 metros y 200 metros. Fue la primera mujer mexicana en clasificar a los 100 metros planos en unos Juegos Olímpicos en veinte años. Corrió los 100 metros en 11,39 segundos y acabó quinta en su serie clasificatoria.